# Крајпуташ Добросаву Пауновићу у Такову
 Крајпуташ Добросаву Пауновићу у Такову  (општина Горњи Милановац) налази се на регионалном путу Горњи Милановац - Прањани.

## Историјат
По породичном предању, Добросав Пауновић је са овог места кренуо у рат. Поздравио се са породицом и оставио аманет да му се на том месту подигне споменик, ако се не врати жив из рата. Из Јаворског рата вратио се, али тешко оболео од тифуса. Умро је у карантину у Горњем Милановцу, где је и сахрањен у масовној гробници, при дну старог градског гробља. Укућани су му 1911. године испунили жељу и подигли крајпуташ на месту растанка.

## Натпис
„Мужу Добросаву Пауновићу спомен подиже породица. Жена Јела. Синови: Паун, Павле, Станимир. Кћери: Зорка, Добринка, Миланка. Година 1911.”

## Опис споменика
Споменик је стуб „пирамидаш” начињен од жутог пешчара, такозваног „ридњака” из таковског мајдана. Висок је 110 cm, са страницама ширине 27 и 14 cm. Са предње стране стуба, изнад епитафа, уклесан је складан трокраки крст димензија 15х15 cm. Споменик је у непосредној близини пута и у веома је лошем стању.